# Anita DeFrantz
Anita L. DeFrantz (Filadelfia, 4 de octubre de 1952) es una atleta de Estados Unidos en la modalidad de remo, miembro vitalicio del Comité Olímpico Internacional. En 1997 fue la primera mujer que ocupó una vicepresidencia en el COI. De 1995 a 2014 presidió la Comisión Mujeres y Deporte del COI de la que desde 2015 es miembro honoraria. En 2010 defendió que a Catar, Arabia Saudita y Brunéi no se les permitiera participar en los Juegos Olímpicos de Londres de 2012 si no se incorporaba a mujeres en sus equipos.

## Trayectoria
Nacida en Filadelfia creció en Indianápolis y comenzó su participación formal en los deportes a los 18 años cuando estudiaba el BA en el Connecticut College (1974). Posteriormente se doctoró en la Facultad de Derecho de la Universidad de Pensilvania (1977) mientras entrenaba en el Vesper Boat Club.

### Carrera deportiva
Compitió en todas las selecciones nacionales de 1975 a 1980. Durante ese período, DeFrantz fue directora del Vesper Boat Club y miembro de la Junta Directiva del Comité Olímpico de los Estados Unidos y de la Asociación de Remo de los Estados Unidos. 
Fue capitana del equipo de remo de Estados Unidos en los Juegos Olímpicos de Montreal 1976 logrando la medalla de bronce en ocho. Cuatro veces finalista y medallista de plata en los Campeonatos Mundiales de Remo (1978) fue miembro del equipo de Estados Unidos de 1975 a 1980. Fue también ganadora de seis campeonatos nacionales .

### Carrera profesional e institucional
Fue admitida en el Colegio de Abogados del Estado de Pensilvania en 1977. Empezó a trabajar como abogada en el Centro de Derecho Juvenil de Filadelfia (1977-1979) posteriormente trabajó en la Universidad Princeton (1979-1981). Asumió la vicepresidencia del Comité Organizador de los Juegos Olímpicos Los Ángeles 1984 (1981-1984).
El 17 de octubre de 1986 fue elegida miembro vitalicio del Comité Olímpico Internacional y el 4 de septiembre de 1997 se convirtió en la primera mujer en los 103 años de historia del COI elegida vicepresidenta. Formó parte del comité ejecutivo de 1997-2001 y fue reelegida el 10 de septiembre de 2013.
DeFrantz forma parte también de la ejecutiva de la Fundación Art of Olympians con artistas promotores de los valores Olímpicos e ideales a través de programas educativos y culturales y exposiciones y presidió la Fundación LA84 de 1987 a 2015.
Actualmente, además de miembro de la Comisión EJecutiva del COI es asesora del comité Los Ángeles 2024.
En 2017, se descubrió una placa honorífica con su nombre en Los Angeles Memorial Coliseum.

### Comisión Mujeres y Deporte del COI
Presidió la Comisión Mujeres y Deporte del COI de 1995 a 2014. Fue sustituida por Lydia Nsekera. Desde 2015 es miembro honoraria de la comisión.
En 2010 cuando se informó de que tres países no habían enviado nunca atletas femeninas a los Juegos Olímpicos, Brunéi, Arabia Saudita y Catar DeFrantz apuntó que se les debería prohibir la participación en los juegos hasta que cambiaran de política.
"Tengo la esperanza de que para 2012 todos los Comités Olímpicos Nacionales ... [se animen] a tener oportunidades competitivas para las mujeres" (...)  "Tenemos un profundo interés en asegurar que haya igualdad para las mujeres y estamos trabajando a través del deporte para hacer que eso suceda" dijo.
Catar anunció la participación de mujeres en los Juegos Olímpicos de Londres entre ellas la atleta Noor Hussain Al-Malki. Finalmente Arabia Saudí también envió a dos mujeres, Sarah Attar, la primera mujer de nacionalidad saudí que participó en el atletismo olímpico en 2012,  aunque de hecho Attar de madre estadounidense y padre saudí tiene doble nacionalidad y ha vivido toda su vida den Estados Unidos y la yudoca Wojdan Shahrkhani. Maziah Mahusin fue la única mujer que participó en el equipo de Brunéi y fue abanderada.

## Premios y reconocimientos
DeFrantz ha si reconocida en numerosas ocasiones en diversos medios de comunicación como una de las mujeres más influyentes y una de las mujeres clave en cambiar el mundo del deporte, entre ellas Los Angeles Magazine, la revista Newsweek, L'Equipe Magazine, Sports Pro, etc.
En 1991, DeFrantz se convirtió en la primera mujer no-francesa y el segundo estadounidense -Avery Brundage fue el primero- en ser elegida miembro asociada de la Academia de Deportes en Francia.